# 芸備商船
芸備商船（げいびしょうせん）は、広島県広島市南区に本社を置く、瀬戸内海汽船グループの海運会社。瀬戸内海汽船の35航路（当時）の内、採算性の低い12航路を移管され分社化。防予汽船・山陽商船・備後商船の設立にも大きく寄与した。
2012年3月30日、芸備商船は「3月29日までに広島地裁に民事再生法の適用を申請し、4月1日からは瀬戸内海汽船の関連会社が航路の運行と従業員を引き継ぐ」という報道があった。

## 航路
- 広島港 - 三高港（江田島市能美）フェリー
  - 大須桟橋（江田島）寄港便もあり。

2011年9月28日に、芸備商船は「大須港への寄港を2012年3月末で取りやめる」との申請を中国運輸局に出したという報道があった。
設立当時
- 豊島 - 宇品
- 呉 - 三津浜
- 瀬戸田 - 尾道
  - 第五北川丸沈没事故
- 木ノ江 - 今治
- 大長 - 竹原
- 御手洗 - 竹原
- 大原 - 宇品
- 中村 - 宇品
- 飛渡瀬 - 呉
- 田島 - 尾道
- 豊島 - 尾道
- 大浜（大崎下島） - 尾道